# كليفورد هايز
كليفورد هايز (بالإنجليزية: Clifford Hayes)‏ هو قائد فرقة ‏ وموسيقي أمريكي، ولد في 10 مارس 1893، وتوفي في 22 أكتوبر 1941 في أوهايو في الولايات المتحدة.

## وصلات خارجية
- كليفورد هايز على موقع ميوزك برينز (الإنجليزية)
- كليفورد هايز على موقع أول ميوزيك (الإنجليزية)
- كليفورد هايز على موقع ديسكوغز (الإنجليزية)